# Universidade Franciscana
A Universidade Franciscana (UFN) é uma instituição de ensino superior brasileira que possui campus na cidade de Santa Maria, sendo este dividido em quatro conjuntos: I - o mais antigo, anexo ao Colégio Franciscano Sant'anna; II - dedicado à área tecnológica, onde estão situados os cursos de engenharia; III - o maior da instituição, localizado no bairro Nossa Senhora do Rosário; IV - onde opera o hospital-escola São Francisco de Assis.
A universidade oferta 32 cursos de graduação nas áreas de Ciências Sociais, Ciências Humanas, Ciências da Saúde e Ciências Tecnológicas, nas modalidades presencial e à distância, além de programas de pós-graduação lato sensu e stricto sensu em diversas especificidades.

## História
A Universidade Franciscana tem sua origem na Faculdade de Filosofia, Ciências e Letras Imaculada Conceição - FIC que, aprovada pelo Decreto Presidencial nº 37.103/55, foi instalada aos 27 de abril de 1955. Em 16 de maio do mesmo ano, foi autorizada a criação da Escola de Enfermagem Nossa Senhora Medianeira - FACEM pelo MEC. Enquanto a primeira tinha por finalidade a formação de professores, mediante cursos de licenciatura, a segunda formava profissionais enfermeiros. Ambas eram pertencentes à Congregação das Irmãs Franciscanas da Penitência e Caridade Cristã, associadas na Sociedade Caritativa e Literária São Francisco de Assis - Zona Norte, entidade beneficente e filantrópica, mantenedora de instituições de educação básica e superior.
Após quarenta anos funcionando de forma autônoma, em 14 de novembro de 1995, as duas instituições se integraram e passaram a denominarem-se Faculdades Franciscanas. Em 30 de setembro de 1998, a instituição teve sua transição para Centro Universitário aprovada pelo MEC.
Nas primeiras décadas de 2000, a instituição experimentou um grande crescimento quantitativo e qualitativo, que se verifica pela construção dos Conjuntos II e III, a criação do curso de Medicina, a qualificação como Instituição Comunitária de Ensino Superior e o credenciamento para o oferecimento de cursos de graduação e pós-graduação em EAD.
Em 28 de março de 2018, foi oficializada, por portaria publicada no Diário Oficial da União, a transição de Centro Universitário para Universidade.
Em 17 de setembro de 2022, foi reconhecida, por Decreto de Instauração do atual arcebispo da Arquidiocese de Santa Maria, Leomar Antônio Brustolin, como universidade católica por excelência.

## Processo Seletivo
A UFN promove seu processo seletivo duas vezes ao ano, tradicionalmente no início dos meses de junho e dezembro, nas modalidades de redação, nota do ENEM e o tradicional concurso vestibular realizado pelo Coordenação de Seleção e Ingresso.